# Albert Billiet
Albert Billiet o Biliet, (Gant, 10 d'octubre de 1907 - Gant, 6 de març de 1977) fou un ciclista belga, que va córrer durant les dècades de 1930 i 1940. Va destacar en les curses de sis dies, modalitat en la què va aconseguir dotze victòries, set de les quals amb Albert Buysse.

## Palmarès
- 1931
  - 1r als Sis dies de Saint-Étienne (amb Omer De Bruycker)
- 1933
  - 1r als Sis dies de Marsella (amb Albert Buysse)
- 1936
  - 1r als Sis dies de Gant (amb Camile Dekuysscher)
  - 1r als Sis dies de Brussel·les (amb Albert Buysse)
  - 1r als Sis dies de Copenhaguen (amb Werner Grundahl Hansen)
- 1937
  - 1r als Sis dies de Rotterdam (amb Albert Buysse)
  - 1r als Sis dies de París (amb Cor Wals)
- 1938
  - 1r als Sis dies de París (amb Karel Kaers)
  - 1r als Sis dies de Londres (amb Albert Buysse)
  - 1r als Sis dies d'Anvers (amb Albert Buysse)
- 1939
  - 1r als Sis dies de París (amb Albert Buysse)
  - 1r als Sis dies d'Anvers (amb Albert Buysse)
- 1943
  - 1r al Premi Dupré-Lapize (amb Gustave Danneels)